# Мисевич, Владислав Людвигович
Владислав Людвигович Мисевич (род. 8 мая 1945 года, Чкалов (ныне Оренбург), РСФСР, СССР) — советский и белорусский музыкант, Заслуженный артист Белорусской ССР (1979). C 1968 по 1992, в 1998 году участник ВИА «Песняры»; один из основателей и участник ВИА «Белорусские песняры» с 1998 по 2021 год.

## Биография
Родился в Чкалове (ныне Оренбург) в семье Людвига и Брониславы (урождённая Вержбицкая) Мисевичей. Интерес к музыке проявлял с детства, занимался в музыкальных кружках в средней школе, учился в музыкальной школе (класс фортепиано).
В оркестре Оренбургского суворовского училища (закрыто в 1964 году), затем в оркестре Оренбургского высшего лётного военного училища играл на кларнете и саксофоне. Был призван на срочную службу (1964), которую проходил в Отдельном образцово-показательном оркестре Белорусского военного округа. В начале 1965 года в минском Доме офицеров познакомился с Владимиром Мулявиным.
Окончил 4 курса Минского музыкального училища (обучение не закончил) и Минский институт культуры.
В 1967 году работал в Белорусской государственной филармонии, в ансамбле под управлением И. Капланова, где на гитаре играл и В. Мулявин. Играл на саксофоне в ансамбле «Орбита-67»
С 1968 года работал в музыкальном коллективе «Лявоны» (под управлением В. Мулявина), входившего в состав ревю «Лявониха». В 1970 году ансамбль был переименован в «Песняры». Играл на саксофоне, флейте, пел сольно и дуэтом с В. Мулявиным. С приходом в коллектив Леонида Борткевича перешёл на бэк-вокал. В 1979 году получил звание Заслуженного артиста БССР. Покинул ансамбль в 1992 году.
В 1998 году вернулся в ВИА «Песняры», в течение года исполнял обязанности директора.
С 1998 по 2021 год работал в ансамбле «Белорусские песняры».
Автор мемуарной книги «„Песняры“. Я роман с продолженьем пишу…» (М.; Екатеринбург: Кабинетный учёный, 2018).
В 1970 году женился на балерине Татьяне Сыроид (брак продлился до середины 1980-х). Дочь Каролина.
В 2008 году женился на Ольге. Пасынок Дмитрий.

## Фильмография
Художественные фильмы
- 1973 — Эта весёлая планета — участник ВИА «Песняры»
- 1974 — Ясь и Янина — студент-стройотрядовец, участник ВИА «Песняры»

Киновоплощения
- 2022 — За полчаса до весны (сериал) — роль Владислава Мисевича сыграл Максим Пониматченко